# Zgornja Hajdina
Zgornja Hajdina este o localitate din comuna Hajdina, Slovenia, cu o populație de 804 locuitori.